# Acroricnus ambulator
Acroricnus ambulator es una especie de insecto de la familia Ichneumonidae, género Acroricnus. Ninguna subespecie perteneciente a esta especie está incluida en Catalogue of Life; sin embargo, sus subespecies son:
- Acroricnus ambulator rufiabdominalis
- Acroricnus ambulator chinensis
- Acroricnus ambulator ambulator[4]